# Profundulus kreiseri
Profundulus kreiseri är en cirka 8 cm lång, sötvattenlevande art fiskar bland de äggläggande tandkarparna som beskrevs av Matamoros, Schaefer, Hernández & Chakrabarty år 2012. Den är uppkallad efter doktor Brian R. Kreiser, som tillhandahållit information till och är vän med auktorn Matamoros. Arten förekommer endemiskt i nordvästra Honduras.
Fisken blir upp till 8 cm lång.
Arten lever i kulliga områden och i bergstrakter mellan 500 och 1800 meter över havet. Individerna vistas i små vattendrag eller i mindre floder som är upp till 4 meter breda. Intill vattendragen förekommer en frodig växtlighet.
I regionen byggs ett vattenkraftverk och smutsvatten från jordbruket påverkar beståndet negativ. IUCN listar arten som sårbar (VU).